# Vera Dace
Vera Dace – verheiratet Thomas (* 1921 in Manchester; † Juni 1995) war eine  englische Tischtennis-Nationalspielerin und Tennisspielerin aus den 1940er Jahren. Sie wurde einmal Weltmeister im Doppel und zweimal im Mannschaftswettbewerb.

## Werdegang
Die Linkshänderin Vera Dace, die auch Tennis spielte, nahm von 1938 bis 1950 an vier Weltmeisterschaften teil. Dabei wurde sie 1947 und 1948 mit der englischen Mannschaft Weltmeister. 1948 gewann sie noch den Titel im Doppel mit Margaret Franks durch einen Sieg im Finale gegen das englisch-schottische Paar Dóra Beregi/Helen Elliot. Zudem erreichte sie 1948 im Einzel das Endspiel, das sie gegen die Ungarin Gizella Farkas verlor. Bronze gewann sie 1947 im Einzel sowie 1950 im Doppel mit Margaret Franks und im Teamwettbewerb.
Im August 1947 heiratete Vera Dace den internationalen Cricketspieler Arthur H.Thomas. Mit ihm hatte sie eine Tochter.
Sie starb 1995 kurz vor Beginn der Wimbledon Championships.

## Turnierergebnisse
| Verband | Veranstaltung     | Jahr | Ort      | Land | Einzel     | Doppel        | Mixed         | Team |
| ------- | ----------------- | ---- | -------- | ---- | ---------- | ------------- | ------------- | ---- |
| ENG     | Weltmeisterschaft | 1950 | Budapest | HUN  | letzte 16  | Halbfinale    | Viertelfinale | 3    |
| ENG     | Weltmeisterschaft | 1948 | Wembley  | ENG  | Silber     | Gold          | Viertelfinale | 1    |
| ENG     | Weltmeisterschaft | 1947 | Paris    | FRA  | Halbfinale | letzte 16     | letzte 32     | 1    |
| ENG     | Weltmeisterschaft | 1938 | Wembley  | ENG  | letzte 64  | Viertelfinale | letzte 32     |      |